# Vouve
 (mars 2016).
Si vous disposez d'ouvrages ou d'articles de référence ou si vous connaissez des sites web de qualité traitant du thème abordé ici, merci de compléter l'article en donnant les références utiles à sa vérifiabilité et en les liant à la section « Notes et références ».
Une vouve est une nasse cônique qui sert à la pêche des bichiques à l'embouchure des cours d'eau de la côte-au-vent de l'île de La Réunion, département d'outre-mer français dans le sud-ouest de l'océan Indien.
Traditionnellement, la vouve est tressée avec les "zik" (nervures centrales des feuilles) de cocotier ou de moufia.